# 김준현 (배우)
김준현(1978년 2월 27일 ~ )은 대한민국의 뮤지컬 배우이다. 대한민국 부산 출신으로 서울예술대학교 연극과를 졸업했다. 2005년 오디션을 통해 일본으로 건너가 극단 시키(劇團四季)에 입단 후 2010년에 대한민국으로 돌아올 때까지 라이온킹, 에비타, 캣츠, 지저스 크라이스트 슈퍼스타, 아이다 등 극단시키의 대표작에서 주역으로 활동하였다. 귀국 이후 잭 더 리퍼, 지킬 앤 하이드, 조로 등 뮤지컬 무대에서 활동하고 있다.

## 출연 작품

### 일본 (극단 시키)
- 2006년 라이온킹 (무파사 역)
- 2006년 라이온킹 서울 공연 (무파사 역)
- 2007년 라이온킹 서울 공연 (스카 역)
- 2007년 에비타 (체 역)
- 2008년 추억을 파는 남자 (G.I 청년 역)
- 2008년 라이온킹 10주년 기념 포스터 발탁
- 2008년 캣츠 (럼 텀 터거 역)
- 2008년 지저스 크라이스트 슈퍼스타 쟈포네스크 버전 (예수 역)
- 2009년 지저스 크라이스트 슈퍼스타 예루살렘 버전 (예수 역)
- 2009년 아이다 (라다메스 역)
- 2010년 에비타 (페론 역)

### 일본 (극단 토호)
- 2013년 4월 ~ 10월 레미제라블 (쟝발장 역)

### 대한민국
- 2010년 잭더리퍼 (앤더슨 역)
- 2010년~2011년 지킬앤하이드 (지킬/하이드 역)
- 2011년 잭더리퍼 (앤더슨 역)
- 2011년~2012년 조로[깨진 링크(과거 내용 찾기)] (조로/디에고 역)
- 2012년 모차르트 오페라 락 (살리에리 역)
- 2012년 11월 27일~2013년 4월 28일 아이다 (라다메스 역)
- 2013년 7월 16일~2013년 9월 29일 잭 더 리퍼 (앤더슨 역)
- 2013년 11월 24일~2014년 6월 29일 고스트 (샘 위트 역)
- 2014년 11월 1일~2015년 2월 8일(서울) 마리앙투아네트 (오를레앙 공작 역)
- 2015년 2월 28일~2015년 3월 1일(대전) 마리앙투아네트 (오를레앙 공작 역)
- 2015년 3월 7일~2015년 3월 8일(대구) 마리앙투아네트 (오를레앙 공작 역)
- 2015년 3월 14일~2015년 3월 15일(김해) 마리앙투아네트 (오를레앙 공작 역)
- 2015년 2월 26일~2015년 5월 25일(서울) 드림걸즈 (커티스 테일러 주니어 역)
- 2015년 7월 28일~2015년 9월 10일(서울) 뮤지컬 명성황후 (홍계훈 장군 역)
- 2015년 10월 21일~2015년 11월 15일(대구) 뮤지컬 레미제라블 (자베르 경감 역)
- 2016년 3월 25일~2016녀 6월 12일(서울) 뮤지컬 마타하리 (라두 대령 역)
- 2016년 6월 10일~2016년 8월 7일(서울) 뮤지컬 모차르트! (콜로래도 주교 역)
- 2016년 8월 21일(대구) 뮤지컬 모차르트! (콜로래도 주교 역)
- 2016년 8월 28일(광주) 뮤지컬 모차르트! (콜로래도 주교 역)
- 2016년 9월 3일(김해) 뮤지컬 모차르트! (콜로래도 주교 역)
- 2016년 7월 15일~10월 8일(서울) 뮤지컬 잭 더 리퍼 (앤더슨 역)
- 2016년 12월 2일~2017년 1월 25일 뮤지컬 더 언더독 (진 역)
- 2017년 6월 16일~2017년 8월 6일(서울) 뮤지컬 마타하리 (라두 대령 역)
- 2017년 5월 19일~2017년 7월 22일(서울) 뮤지컬 햄릿 (클라우디우스 역)
- 2017년 8월 26일~8월 27일(성남) 뮤지컬 햄릿 (클라우디우스 역)
- 2017년 9월 1일~9월 2일 (대구) 뮤지컬 햄릿 (클라우디우스 역)
- 2017년 9월 9일~9월 10일 (부산) 뮤지컬 햄릿 (클라우디우스 역)
- 2017년 12월 14일~2018년 3월 11일(서울) 뮤지컬 더 라스트 키스 (타페수상 역)
- 2018년 3월 18일~5월 27일(서울) 뮤지컬 삼총사 (아토스 역)
- 2018년 6월 1일(대구) 뮤지컬 삼총사 (아토스 역)
- 2018년 6월 16일(부산) 뮤지컬 삼총사 (아토스 역)
- 2018년 7월 7일(천안) 뮤지컬 삼총사 (아토스 역)
- 2018년 7월 21일(창원) 뮤지컬 삼총사(아토스 역)
- 2018년 5월 18일~7월 29일(서울) 뮤지컬 바람과 함께 사라지다 (레트 버틀러 역)
- 2018년 8월 7일~10월 28일(서울) 뮤지컬 바넘:위대한 쇼맨 (바넘 역)
- 2019년 《잭 더 리퍼》 (앤더슨 역)
- 2019년 6월 15일~8월 4일 뮤지컬 엑스칼리버 (멀린 역)
- 2019년 8월 24일~11월 17일  뮤지컬 마리앙투아네트 (오를레앙 공작 역)
- 2019년 11월 23일~2020년 1월 26일 뮤지컬 아이언마스크 (달타냥 역)
- 2020년 2월 15일~3월 8일 뮤지컬 셜록홈즈:사라진 아이들 (셜록 역)
- 2020년 11월 17일~2021년 3월 28일 뮤지컬 몬테크리스토 '10주년 기념공연' (몬데고 역)
- 2021년 7월 13일~10월 3일 뮤지컬 마리앙투아네트 (오를레앙 공작 역)

### 드라마
- 《브라보 마이 라이프》 (2017년, SBS) - 유길준 역

### 영화
- 《울지 않는 아이》 (2025) - 준호 역

## 콘서트
- 2015년 2월 11일 김준현 The Greatest Vocalist Cocnert 2회 공연(도쿄, 요미우리 오테마치홀)
- 2017년 1월 20일 마리앙투아네트&마타하리 스페셜 콘서트(도쿄, 사쿠라홀)
- 2018년 6월 23일 한류피아 K뮤지컬시네마 MATAHARI Special(도쿄, 메르파르크홀)
- 2021년 1월 31일 (다 모인 건) 첨이야! 온라인 하우스 콘서트 (온라인 콘서트)

## 수상
- 2012년 제6회 대구국제뮤지컬페스티벌 신인상